# Верашангер
Вераша́нгер (рос. Верашангер, марій. Верашэҥер) — присілок у складі Гірськомарійського району Марій Ел, Росія. Входить до складу Єласівського сільського поселення.

## Населення
Населення — 132 особи (2010; 155 у 2002).
Національний склад (станом на 2002 рік):
- гірські марійці — 95 %